# 디랩사회적협동조합
디랩사회적협동조합은 대전광역시의 장기이슈를 도출하고 도시문제를 해결할 혁신적 아이디어를 연구하기 위해 2018년에 설립된 사회적협동조합이다.

## 연혁
- 2018년 창립총회 및 초대 이사장 선출
- 2019년 과학기술인협동조합 등록, 대전광역시 최초 위키플랫폼 대전위키 보관됨 2023-05-10 - 웨이백 머신 개발
- 2020년 (예비)사회적기업 지정(국토교통부 제2020-20호)
- 2021년 대전 골목길 트렌드 리포트 발간
- 2022년 서대전 문화거점공간 에이블스퀘어 조성
- 2023년 에이블아트 갤러리 개관

## 관련기사
- 대전 대덕구, 디랩 사회적협동조합에서 코로나19 극복 성금 기탁[1]
- 지식재산기반의 도시재생 실험이 시작됐다 - 디랩사회적협동조합을 만나다[2]
- 특허청 제1호 사회적협동조합 '디랩(D.LAB)' 대전에서 탄생[3]
- "대전 상권 알려면"…디랩사회적협동조합, 골목길 트렌드 리포트 발간[4]
- 서울과학종합대학원대학교와 산학협약 체결[5]
- 에이블아트갤러리 개관[6]